# Erioptera oregonensis
Erioptera oregonensis är en tvåvingeart som beskrevs av Alexander 1920. Erioptera oregonensis ingår i släktet Erioptera och familjen småharkrankar. Inga underarter finns listade i Catalogue of Life.